# Your Demise
Your Demise war eine britische Hardcore-Punk-Band, deren Mitglieder in St Albans, Brighton und Salisbury wohnen. Ihr Album The Kids We Used To Be haben sie beim englischen Label Visible Noise Records aufgenommen. 2013 gab die Gruppe bekannt, sich nach einer Abschiedstournee aufzulösen. Im März 2014 soll die Gruppe ihre vier letzten Konzerte im Vereinigten Königreich spielen. Es existiert ebenfalls eine gleichnamige Melodic-Punk-Rock-Band aus Hobart, Australien.

## Bandgeschichte
Die fünfköpfige Band startete ihre Karriere 2003 als Coverband der kalifornischen Hardcore-Gruppierung Suicidal Tendencies. Im September 2008 gaben sie bekannt, einen Vertrag bei dem Label Visible Noise unterschrieben zu haben. Daraufhin nahmen sie ihr Album Ignorance Never Dies in den Outhouse Studios in Reading auf, das im April des Folgejahres erschien.
Am 15. Juli 2009 gaben sie bekannt, dass der bisherige Frontman George Noble die Band verlassen wird. Ersatz fand man mit Ed McRae, der vorher schon bei der Band Centurion als Shouter aktiv war.
Mitte April 2013 gab die Band ihre Auflösung für den März nächsten Jahres bekannt, da die Bandmitglieder unter anderem mit einem neuen Lebensabschnitt beginnen wollen. Eine geplante Tour durch Nordamerika mit Rotting Out und Expire, welche im Mai stattfinden sollte, sagte die Band daraufhin kurzfristig ab. Dafür kündigte die Band eine Abschluss-Tournee an, zu der noch weitere Informationen folgen sollen. Weitere Auftritte, wie im Juni auf dem jährlich in Löbnitz stattfindenden With Full Force scheinen vorerst nicht von einer Absage betroffen zu sein.
Die Band gab bekannt sich nach einer Abschiedstournee, dessen letzte Konzerte im März 2014 stattfinden sollen, aufzulösen. Derzeit macht die Tour halt in Deutschland, der Niederlande, Belgien und Portugal. Begleitet werden Your Demise von Betrayal und Coldburn.
Am 18. Juni 2014 beschlossen die Musiker sich für eine letzte Tournee durch das Vereinigte Königreich mit dem früheren Sänger George Noble zusammenzuschließen und unter dem Bandnamen Your Demise 2004 aufzutreten. Auf dieser Tour sollen lediglich die Stücke aus den EPs, Demos und den ersten beiden Alben der Band gespielt. Außerdem kann eine CD vorbestellt werden, die A New Ending heißt und Lieder von The Blood Stays on the Blade sowie sechs bisher unveröffentlichte B-Seiten enthalten wird. Die Tournee heißt A New Ending – Farewell Tour.

## Diskografie
- Your Days Are Numbered. EP (2004)
- You Only Make Us Stronger. (2006)
- The Blood Stays On The Blade. EP (2008)
- Ignorance Never Dies. (2009)
- The Kids We Used To Be (2010)
- The Golden Age (2012)
- Cold Chillin’ EP (2013)